# 10771 Ouro Prêto
(10771) Ouro Prêto, denumire internațională (10771) Ouro Preto, este un asteroid din centura principală de asteroizi.

## Descriere
10771 Ouro Prêto este un asteroid din centura principală de asteroizi. A fost descoperit pe 15 noiembrie 1990 la Observatorul La Silla de Eric Walter Elst. Asteroidul prezintă o orbită caracterizată de o semiaxă mare de 3,02 ua, o excentricitate de 0,20 și o înclinație de 12,2° în raport cu ecliptica.